# Eucalyptus oldfieldii
Eucalyptus oldfieldii är en myrtenväxtart som beskrevs av Ferdinand von Mueller. Eucalyptus oldfieldii ingår i släktet Eucalyptus och familjen myrtenväxter. Inga underarter finns listade i Catalogue of Life.